# Emmanuel Hamon (réalisateur)
Pour les articles homonymes, voir Emmanuel Hamon et Hamon.
Emmanuel Hamon est un réalisateur, scénariste et acteur français.

## Filmographie

### Réalisateur

#### Documentaires
- 2004 : Selves and Others: A Portrait of Edward Said
- 2009 : Infrarouge (série documentaire), épisode Une épuration française
- 2011 : Infrarouge (série documentaire), épisode Maurice Papon, itinéraire d'un homme d'ordre
- 2015 : Irlande(s), l'aube d'un pays[1]
- 2016 : Docs interdits (série documentaire), épisode Les Debré
- 2017 : L'Utopie des images de la révolution russe

#### Fictions
- 1996 : Insalata Mista (court métrage)
- 1998 : Coup de lune (court métrage)
- 2019 : Exfiltrés[2],[3],[4].

### Acteur
- 2005 : Le Couperet de Costa-Gavras

### Assistant réalisateur
- 1991 : Indochine de Régis Wargnier
- 1991 : Après l'amour de Diane Kurys
- 1992 : Une journée chez ma mère de Dominique Cheminal
- 1994 : La Reine Margot de Patrice Chéreau
- 1994 : Prêt-à-porter, de Robert Altman
- 1996 : Tenue correcte exigée de Philippe Lioret
- 2000 : Toreros, d'Éric Barbier

## Scénario de bande dessinée
- 2018 : L'Observatrice : 10 juillet 2005 : Ébauche d'une démocratie[5],[6] , avec Damien Vidal (dessin et co-scénario), Rue de Sèvres  (ISBN 978-2-369-81166-4).